# Liste des membres de la 5e Chambre des communes d'Irlande du Nord
 (mai 2023).
Voici une liste des Membres du Parlement élus lors des élections générales de 1938 en Irlande du Nord. Les élections à la 5e Chambre des communes d'Irlande du Nord ont eu lieu le 9 février 1938.
Tous les membres de la Chambre des communes d'Irlande du Nord élus aux élections générales de 1938 sont répertoriés.

## Membres
| Nom                            | Circonscription      | Parti | Parti               |
| ------------------------------ | -------------------- | ----- | ------------------- |
| Paddy Agnew                    | South Armagh         |       | NI Labour           |
| J. M. Andrews                  | Mid Down             |       | Ulster Unionist     |
| John Edgar Bailey              | West Down            |       | Ulster Unionist     |
| John Milne Barbour             | South Antrim         |       | Ulster Unionist     |
| Dawson Bates                   | Belfast Victoria     |       | Ulster Unionist     |
| Jack Beattie                   | Belfast Pottinger    |       | Independent Labour  |
| Arthur Black                   | Belfast Willowfield  |       | Ulster Unionist     |
| Basil Brooke                   | Lisnaskea            |       | Ulster Unionist     |
| James Brown                    | South Down           |       | Ind. Unionist       |
| Richard Byrne                  | Belfast Falls        |       | Nationalist         |
| Thomas Joseph Campbell         | Belfast Central      |       | Nationalist         |
| George Anthony Clark           | Belfast Dock         |       | Ulster Unionist     |
| James Craig                    | North Down           |       | Ulster Unionist     |
| Robert Corkey                  | Queen's University   |       | Ulster Unionist     |
| John Clarke Davison            | Mid Armagh           |       | Ulster Unionist     |
| Herbert Dixon                  | Belfast Bloomfield   |       | Ulster Unionist     |
| Alexander Donnelly             | West Tyrone          |       | Nationalist         |
| William Dowling                | Belfast Windsor      |       | Ulster Unionist     |
| Rowley Elliott                 | South Tyrone         |       | Ulster Unionist     |
| Erne Ferguson                  | Enniskillen          |       | Ulster Unionist     |
| James Gamble                   | North Tyrone         |       | Ulster Unionist     |
| Alexander Gordon               | East Down            |       | Ulster Unionist     |
| John Fawcett Gordon            | Carrick              |       | Ulster Unionist     |
| William Grant                  | Belfast Duncairn     |       | Ulster Unionist     |
| Samuel Hall-Thompson           | Belfast Clifton      |       | Ulster Unionist     |
| Cahir Healy                    | South Fermanagh      |       | Nationalist         |
| Tommy Henderson                | Belfast Shankill     |       | Ind. Unionist Party |
| Alexander Wilson Hungerford    | Belfast Oldpark      |       | Ulster Unionist     |
| John Johnston                  | North Armagh         |       | Ulster Unionist     |
| Robert James Johnstone         | Queen's University   |       | Ulster Unionist     |
| George Leeke                   | Mid Londonderry      |       | Nationalist         |
| Robert John Lynn               | North Antrim         |       | Ulster Unionist     |
| Brian Maginess                 | Iveagh               |       | Ulster Unionist     |
| Patrick Maxwell                | Foyle                |       | Nationalist         |
| Hugh McAleer                   | Mid Tyrone           |       | Nationalist         |
| John MacDermott                | Queen's University   |       | Ulster Unionist     |
| Hugh Minford                   | Antrim               |       | Ulster Unionist     |
| Arthur Brownlow Mitchell       | Queen's University   |       | Ulster Unionist     |
| Robert Moore                   | North Londonderry    |       | Ulster Unionist     |
| Henry Mulholland               | Ards                 |       | Ulster Unionist     |
| Edward Sullivan Murphy         | City of Londonderry  |       | Ulster Unionist     |
| John William Nixon             | Belfast Woodvale     |       | Ind. Unionist       |
| George Panter                  | Mourne               |       | Ulster Unionist     |
| Dehra Parker                   | South Londonderry    |       | Ulster Unionist     |
| John Patrick                   | Mid Antrim           |       | Ulster Unionist     |
| Harold Claude Robinson         | Larne                |       | Ulster Unionist     |
| David Shillington              | Central Armagh       |       | Ulster Unionist     |
| John Maynard Sinclair          | Belfast Cromac       |       | Ulster Unionist     |
| Joseph Francis Stewart         | East Tyrone          |       | Nationalist         |
| Frederick Thompson             | Belfast Ballynafeigh |       | Ulster Unionist     |
| John Warnock                   | Belfast St Anne's    |       | Ulster Unionist     |
| George Charles Gillespie Young | Bannside             |       | Ulster Unionist     |

## Changement
- 29 Septembre 1938: Norman Stronge est élu pour les unionistes du Mid Armagh, à la suite de la démission de John Clarke Davison.
- 5 Décembre 1938: Howard Stevenson est élu unioniste pour Queen's University, à la suite du décès de Robert James Johnstone.
- 1938: James Brown accepte le whip unioniste d'Ulster .
- 30 Mars 1939: Décès de George Leeke, MP pour Mid Londonderry. Ce poste est resté vacant au moment des élections générales de 1945.
- 27 Avril 1939: William Lowry est élu pour les unionistes à City of Londonderry, à la suite de la démission d'Edward Sullivan Murphy.
- 10 Novembre 1939: Malcolm Patrick élu pour les unionistes à Bannside, à la suite du décès de George Charles Gillespie Young.
- 15 Mars 1941: George Dougan est élu pour les unionistes de Central Armagh, à la suite du décès de David Shillington.
- 27 Mars 1941: Thomas Bailie est élu independent Unionist dans North Down, à la suite du décès de James Craig.
- 2 Juillet 1941: Michael McGurk est élu independent Nationalist à Mid Tyrone, à la suite du décès de Hugh McAleer.
- 3 Décembre 1941: Harry Midgley est élu pour le Northern Ireland Labour Party à Belfast Willowfield, à la suite de la démission d'Arthur Black.
- 2 Avril 1942: Eamon Donnelly élu independent Republican à Belfast Falls, à la suite du décès de Richard Byrne
- 19 October 1942: William Lyle est élu unioniste pour Queen's University, à la suite du décès d'Arthur Brownlow Mitchell.
- 1942: Jack Beattie réintègre le Northern Ireland Labour Party.
- Décembre 1942: Harry Midgley démissionne du Northern Ireland Labour Party et fonde le Commonwealth Labour Party.
- 2 Juillet 1943: John W. Renshaw est élu unioniste pour Queen's University, à la suite de la démission de Robert Corkey.
- 11 Aout 1943: Thomas Lyons élu pour les unionistes de North Tyrone, à la suite du décès de James Gamble.
- 26 Aout 1943: John Dermot Campbell élu pour les unionistes à Carrick, à la suite de la démission de John Fawcett Gordon.
- 1943: Jack Beattie démissionne du Northern Ireland Labour Party pour siéger en tant que MP independent Labour.
- 13 Decembre 1944: Herbert Quin est élu unioniste pour Queen's University, à la suite de la démission de John MacDermott.
- 29 December 1944: Décès d'Eamon Donnelly, MP pour Belfast Falls. Ce poste est resté vacant au moment des élections générales.
- 12 Avril 1945: William McCoy est élu pour les unionistes de South Tyrone, à la suite du décès de Rowley Elliott.
- 19 Avril 1945: Lancelot Curran élu pour les unionistes à Carrick, à la suite du décès de John Dermot Campbell.
- 19 Avril 1945: Walter Topping élu pour les unionistes à Larne, à la suite du décès d'Harold Claude Robinson.
- 1945: Thomas Bailie accepte le whip du parti unioniste d'Ulster.